# Abisso Hilgard
L'abisso Hilgard è un abisso marino situato nella parte centrale dell'Oceano Pacifico. Con i suoi 7.315 m di profondità è il punto più profondo del bacino delle isole della Fenice.

## Localizzazione geografica
L'abisso Hilgard si trova a ovest delle Isole della Fenice. È situato appena sotto all'Equatore, alle coordinate 3°S e 165°W.

## Etimologia
Il nome del bacino deriva da quello del geodeta americano di origine tedesca Julius Hilgard.